# Mineralischer Baustoff
Ein mineralischer Baustoff ist ein anorganischer nichtmetallischer Baustoff aus kristallinen Bestandteilen. Es kann sich dabei handeln um:
- natürliche Minerale wie Naturwerkstein, Sand oder Lehm
- ein geformtes Stoffgemisch aus gesiebten oder gemahlenen Mineralen, das durch Kristallisation von Bindemitteln (Anhydrit, Gebrannter Kalk, Tonminerale, Zement) die gewünschte Festigkeit erhält.

## Geschichte
Zu den traditionellen mineralischen Baustoffen neben Naturstein und Lehm gehören Keramik, Gips und Kalkmörtel. Seit dem 18. Jahrhundert wird Beton mit Zement als Bindemittel zunehmend gebräuchlich (siehe Romanzement, Portlandzement). Neuere Entwicklungen sind die porösen Baustoffe wie Porenbeton, Blähton oder Mineralschaumdämmplatten.

## Sprachgebrauch
Von „mineralischen Baustoffen“ wird gesprochen im Unterschied zu Bauholz, metallischen Baustoffen, Bauglas, Kunststoffen sowie den daraus hergestellten Verbundwerkstoffen.
Innerhalb der mineralischen Baustoffe werden unterschieden:
- die vorgeformten (Naturstein, Ziegel)
- die nicht vorgeformten (Mörtel).

Die Bindemittel werden eingeteilt in:
- hydraulische Bindemittel (Portlandzement)
- nichthydraulische Bindemittel (Gips, Kalk).

Oft wird auch der Trockenbau von den mineralischen Baustoffen mit Zugabewasser unterschieden, weil sich durch diese Bauweise die Wartezeit bis zum Erhärten von Mörtel erübrigt.
Zudem unterscheidet man mineralische und organische Bindemittel bzw. Zuschlagstoffe in Mineralfarben, Putzmörteln und weiteren Mörtelarten. 
Bauschutt besteht aus mineralischen Baustoffen, ansonsten spricht man von Baumischabfall.